# Liste von Militärs/S

## Sa
- Sachau, Hans-Joachim (* 1944), deutscher Brigadegeneral
- Sá da Bandeira, Bernardo de Sá Nogueira de Figueiredo, Marquês de (1795–1876), portugiesischer General und Staatsmann; bedeutender Führer der Setembristen; Ministerpräsident
- Sachsen-Coburg-Gotha, Ernst I. von (1784–1844), Herzog und preußischer General
- Sachsen-Coburg-Saalfeld, Prinz Friedrich Josias von (1737–1815), Reichs-General-Feldmarschall; letzter kaiserlicher Generalfeldmarschall
- Sachsen-Coburg-Saalfeld-Koháry, Ferdinand von (1785–1851), österreichischer Feldmarschallleutnant
- Sachsen, Johann Georg von (1704–1774), kursächsischer Feldmarschall; Gouverneur von Dresden; Sohn Augusts des Starken
- Sachsen, Moritz Graf von, gen. „Marschall von Sachsen“, (1696–1750), deutscher Feldherr und Kriegstheoretiker in französischen Diensten
- Sachsen-Lauenburg, Franz Albert von (1598–1642), Feldherr im Dreißigjährigen Krieg
- Sachsen-Weimar, Bernhard von (1604–1639), Feldherr im Dreißigjährigen Krieg
- Sachsen-Weimar, Johann Ernst I. von (1594–1626), Feldherr im Dreißigjährigen Krieg
- Sachsen-Weißenfels, Johann Adolf II. von (1685–1746), sächsischer Generalfeldmarschall
- Sack, Karl (1896–1945), deutscher Heeresrichter und Widerstandskämpfer; hingerichtet
- Sackville-Germain, George, 1. Viscount Sackville, (1716–1785), britischer General und Politiker; Staatssekretär für die amerikanischen Kolonien unter Lord North
- Saint-Arnaud, Armand-Jacques-Achille-Leroy de (1796–1854),  Marschall von Frankreich und Politiker
- Saint-Cyr, Laurent Gouvion, marquis de (1764–1830), napoleonischer Marschall
- Salaberry, Charles-Michel d’Irumberry de (1778–1829), kanadischer Soldat und Politiker
- Saladin (1137 oder 1138–1193) Heerführer des muslimischen Armee gegen die Kreuzfahrerstaaten, Eroberer Jerusalems, Gründer der kurdisch-stämmigen Dynastie der Ayyubiden von Ägypten und Syrien
- Salan, Raoul (1899–1984), französischer General und Mitglied der OAS
- Sand, Wolfgang (1937–2001), deutscher Brigadegeneral, Unterabteilungsleiter im Bundesnachrichtendienst
- Salaverry, Felipe Santiago de (1806–1836), peruanischer General und Staatspräsident
- Saldanha, João Carlos de Saldanha Oliveira e Daun, 1. Herzog von (1790–1876), portugiesischer General und Staatsmann
- Saldern, Friedrich Christoph von (1719–1785), preußischer General und Kriegstheoretiker
- Sale, Robert Henry GCB (1782–1845), britischer General
- Salewski, Michael (1938–2010), deutscher Militärhistoriker
- Salis-Seewis, Johann Gaudenz von (1762–1834), Schweizer Offizier und Dichter
- Salm-Salm, Felix Prinz zu (1828–1870), Offizier in österreichischen, amerikanischen, mexikanischen und preußischen Diensten; General im Sezessionskrieg; Flügeladjutant Maximilians von Mexiko; gefallen im Deutsch-Französischen Krieg
- Salm, Niklas Graf (1459–1530), Feldherr der Renaissance
- Salm-Kyrburg-Mörchingen, Otto Ludwig Rheingraf von (1597–1634), schwedischer General im Dreißigjährigen Krieg; Oberbefehlshaber der schwedischen Truppen im Elsass
- Salmuth, Hans von (1888–1962), deutscher Generaloberst im Zweiten Weltkrieg
- Sandwich, Edward Montagu, 1. Earl of (1625–1672), englischer Admiral
- Samford, John A. (1905–1968), US-amerikanischer Luftwaffengeneral; 1956–60 Direktor der National Security Agency
- Santa Cruz, Andrés de (1792–1865), bolivianischer General; Staatspräsident von Peru und Bolivien
- Saltykow, Pjotr Semjonowitsch (1700–1773), russischer Graf und Feldmarschall im Siebenjährigen Krieg
- Sánchez, Ricardo S. (* 1953), US-amerikanischer General; Kommandierender General des V. US-Korps; 2003/04 Befehlshaber der Koalitionskräfte im Irak
- Sattler, John F., US-amerikanischer Lieutenant General; Kommandierender General der 1st Marine Expeditionary Force; Direktor für Strategische Planungen und Richtlinien des Joint Staff
- Sarytschew, Gawriil Andrejewitsch (1763–1831), russischer Marineoffizier und Hydrograph
- Saucken, Dietrich von (1892–1980), deutscher General im Zweiten Weltkrieg
- Sauer, Wolfgang (* 1944), deutscher Brigadegeneral
- Saunders, Sir Charles (um 1715–1775), britischer Admiral im Siebenjährigen Krieg; 1766 Erster Lord der Admiralität
- Saussier, Félix Gustave (1828–1905), französischer Divisionsgeneral und Abgeordneter; Oberbefehlshaber der Armee in Algerien; Militärgouverneur von Paris
- Savary, Anne-Jean-Marie-René, duc de Rovigo, (1774–1833), napoleonischer Divisionsgeneral, Diplomat und Minister
- Savelli, Federigo (1583–1649), italienischer Fürst; österreichischer Feldmarschall im Dreißigjährigen Krieg

## Sc
Sch siehe Liste von Militärs/Sch
- Scarlett, James Yorke (1799–1871), britischer General im Krimkrieg
- Schröder, Fritz (1887–1973), deutscher Generalmajor der Wehrmacht
- Scipio, Beiname zahlreicher römischer Feldherren
- Scott, Norman, USN (1889–1942), US-amerikanischer 2-Sterne-Admiral im Zweiten Weltkrieg; gefallen vor Guadalcanal
- Scott, Robert Falcon (1868–1912), britischer Marineoffizier und Polarforscher
- Scott, Winfield (1786–1866), General im Mexikanisch-Amerikanischen Krieg und im Amerikanischen Bürgerkrieg
- Scotti, Michael von (* 1941), deutscher Generalmajor des Heeres der Bundeswehr

## Se
- Sébastiani de la Porta, Horace-François-Bastien, comte (1772–1851), französischer General, Diplomat und Staatsmann; Marschall von Frankreich
- Jean-André-Tiburce Sébastiani (1786–1871), französischer Generalleutnant; Bruder des vorigen
- Seckendorff, Friedrich Heinrich Reichsgraf von (1673–1763), kaiserlich-österreichischer Feldmarschall-Lieutenant
- Sedgwick, John (1813–1864), General der Nordstaaten während des Sezessionskrieges; gefallen
- Seeckt, Hans von (1866–1936), deutscher Generaloberst; Chef der Obersten Heeresleitung der Reichswehr
- Ségur, Philippe-Henri de (1724–1801), französischer General und Staatsmann; 1780–1787 Kriegsminister; seit 1783 Marschall von Frankreich
- Ségur, Philippe-Paul de (1780–1873), französischer General und Pair
- Selfridge, Thomas E. (1882–1908), US-amerikanischer Offizier; erstes Todesopfer der motorisierten Luftfahrt
- Senden-Bibran, Gustav Freiherr von (1847–1909), deutscher Admiral; Chef des Marinekabinetts
- Hans Senn (1918–2007), Schweizer Generalstabschef
- Sergejew, Igor Dmitrijewitsch (1938–2006), russischer Marschall und Verteidigungsminister
- Serrano Domínguez, Francisco, Herzog de la Torre (1810–1885), spanischer General und Staatsmann; 1869/79 Regent; 1874 Präsident der Ersten Republik
- Sérurier, Jean Mathieu Philibert (1742–1819), französischer Revolutionsgeneral; Marschall und Pair von Frankreich
- Setzer, Jürgen, deutscher Brigadegeneral der Bundeswehr
- Seydewitz, Karl Friedrich August von (1769–1816), königlich bayerischer Generalmajor
- Seydlitz, Friedrich Wilhelm von (1721–1773), preußischer Kavalleriegeneral
- Seydlitz-Kurzbach, Walther von (1888–1976), General der Artillerie im Zweiten Weltkrieg; Mitglied des Bundes Deutscher Offiziere
- Seydlitz-Kurzbach, Joachim von (1911–2005), deutscher Brigadegeneral des Heeres der Bundeswehr, Angehöriger des Bundesnachrichtendienstes
- Seymour, Sir Frederick Beauchamp, 1. Baron Alcester, G.C.B. (1821–1895), britischer Admiral; Oberbefehlshaber der britischen Mittelmeerflotte; bekannt durch die Beschießung Alexandrias während des Urabi-Aufstands
- Seymour, Sir Edward Hobart (1840–1929), Admiral of the Fleet; Oberbefehlshaber der britischen Fernost-Flotte
- Seymour, Sir Michael, 1. Baronet, K.C.B. (1768–1834), britischer Marineoffizier und Admiral
- Seymour, Sir Michael G.C.B. (1802–1887), britischer Marineoffizier und Admiral; Sohn des vorigen
- Seymour, Sir Michael Culme- (1836–1920), 3. Baronet, britischer Marineoffizier und Admiral
- Seymour, Sir Michael Culme- (1867–1925), 4. Baronet, britischer Marineoffizier und Admiral
- Seymour, Sir Thomas, Baron Seymour of Sudeley, (um 1508–1549), englischer Edelmann, Heerführer, Diplomat und Politiker; hingerichtet

## Sf
- Sforza, Francesco (1401–1466), italienischer Condottiere, 1450–1466 Herzog von Mailand

## Sh
- Shalikashvili, John M. (1936–2011), General der US Army; 1993–97 Vorsitzender des Vereinigten Generalstabs
- Sheaffe, Sir Roger Hale (1763–1851), britischer General und Kolonialadministrator in Kanada
- Shelby, Isaac (1750–1826), US-amerikanischer Offizier im Unabhängigkeitskrieg; Kongressabgeordneter, der erste Gouverneur von Kentucky
- Shelton, Henry Hugh (* 1942), General der US Army; Vorsitzender der Joint Chiefs of Staff
- Sheridan, Philip Henry (1831–1888), US-amerikanischer General im Amerikanischen Bürgerkrieg
- Sherman, William T. (1820–1891), US-amerikanischer Fünf-Sterne-General; Truppenführer der Nordstaaten im Amerikanischen Bürgerkrieg; 1869 Oberbefehlshaber der US Army
- Shimada Shigetarō (1883–1976), Admiral der kaiserlich-japanischen Marine während des Zweiten Weltkrieges; Marineminister
- Shinseki, Eric K. (* 1942), US-amerikanischer General; 34. Generalstabschef der Armee
- Shōji Toshishige (1890–1974), Generalmajor der Kaiserlichen Japanischen Armee
- Shughart, Randy (1958–1993), US-amerikanischer Soldat; gefallen in Mogadischu

## Si
- Sick, Georg (1861–1937), Oberstleutnant und Kommandeur des Infanterie-Regiments Nr. 163
- Sickingen, Franz von (1481–1523), Reichsritter, Anführer der rheinischen und schwäbischen Ritterschaft.
- Sieger, Ludwig (1857–1952), Oberstleutnant und Führer des XVIII. Reserve-Korps
- Siemens, Adolf (1811–1887), königlich preußischer Generalmajor und Militärtechniker; Erfinder des Siemensschen Zünders.
- Sigel, Franz (1824–1902), badischer Revolutionär und General im Amerikanischen Bürgerkrieg, Zeitungsverleger.
- Sigsbee, Charles Dwight (1845–1923), US-amerikanischer Marineoffizier, Kommandant der USS Maine; Spanisch-Amerikanischer Krieg.
- Sikorski, Władysław (1881–1943), polnischer General und Staatsmann; Oberbefehlshaber der polnischen Streitkräfte; 1939–1943 Premierminister der Exilregierung.
- Simcoe, John Graves (1752–1806), britischer Offizier; erster Vizegouverneur von Oberkanada.
- Simonds, Guy CC CB CBE DSO CD (1903–1974), kanadischer General im Zweiten Weltkrieg.
- Simpson, William Hood (1888–1980), US-amerikanischer General im Zweiten Weltkrieg.
- Sinan Pascha (1512–1596), osmanischer Feldherr und Staatsmann.

## Sk
- Skanderbeg (1403–1468), eigentlich Gjergj Kastrioti, albanischer Nationalheld im Kampf gegen die Türken
- Skobelew, Michail Dmitrijewitsch (1843–1882), russischer General im Russisch-Türkischen Krieg 1877–1878; Eroberer von Turkestan; der berühmte „Weiße General“
- Skoblin, Nikolai Wladimirowitsch (* 1892), kommandierte im Russischen Bürgerkrieg das Kornilow-Regiment der Weißen Armee
- Skoropadskyj, Iwan (um 1646–1722), Hetman der ukrainischen Kosaken seit 1708
- Skorzeny, Otto (1908–1975), Offizier der Waffen-SS; führte den Kommandotrupp der Mussolini befreite
- Skrzynecki, Jan Boncza (1786–1860), polnischer General; Oberbefehlshaber der polnischen Revolutionsheere

## Sl
- Slater, Sir Jock GCB LCO ADC (* 1938), britischer Admiral; 1995–98 Erster Seelord und Chef des Admiralstabs der Marine
- Slatin, Sir Rudolf Carl Freiherr von, gen Slatin Pascha, (1857–1932), österreichischer Abenteurer und Forschungsreisender; angloägyptischer General; britischer Generalinspektor im Sudan
- Slicher, Ludewig Johann Freiherr von (1809–1896), hannoverscher Generalmajor
- Slim, William, 1. Viscount Slim, KG, GCB, GCMG, GCVO, GBE, DSO, MC (1897–1970), britischer Feldmarschall; Armeebefehlshaber in Asien; 13. Generalgouverneur von Australien

## Sm
- Smend, Günther (1912–1944), deutscher Generalstabsoffizier und Widerstandskämpfer des 20. Juli 1944; hingerichtet
- Smith, Edmund Kirby (1824–1893), Konföderierten-General im amerikanischen Sezessionskrieg
- Smith, Lance L., US-amerikanischer General, Kommandeur des US Joint Forces Command und Supreme Allied Commander Transformation der NATO
- Smith, Sir William Sidney (1764–1840), britischer Admiral während der Napoleonischen Kriege
- Smith-Dorrien, Sir Horace GCB GCMG DSO ADC (1858–1930), britischer General im Ersten Weltkrieg; Armeebefehlshaber an der Westfront; Gouverneur von Gibraltar
- Smuts, Jan Christiaan (1870–1950), südafrikanischer Jurist, Staatsmann und General
- Smyth, Alexander (1765–1830), US-amerikanischer Jurist, General des Kriegs von 1812 und Politiker

## Sn
- Snetkow, Boris (1925–2006), sowjetischer Armeegeneral

## So
- Sobieski, Johann III. (1629–1696), König von Polen, befreite Wien von der Übermacht der osmanischen Armee unter Kara Mustafa
- Sohr, Friedrich Georg von (1775–1845), königlich preußischer Generalleutnant
- Solms-Braunfels, Carl Prinz zu, genannt „Texas-Carl“ (1812–1875), k.u.k. Feldmarschallleutnant; Gründer der Siedlung New Braunfels, Comal County in Texas (USA)
- Solms, Reinhard Graf zu (1491–1562), kaiserlicher Feldmarschall, Militärschriftsteller
- Somerset, Sir Edward G.C.B. (1776–1842), bedeutender britischer Kavalleriegeneral im Krieg auf der Halbinsel
- Somerset, Edmund Beaufort, 2. Herzog von (um 1405–1455), englischer Heerführer im Rosenkrieg und im Hundertjährigen Krieg
- Somerville, Sir James Fownes (1882–1949), britischer Admiral; Oberkommandierender der Asienflotte im Zweiten Weltkrieg
- Jacques de Sores, hugenottischer Freibeuter im 16. Jahrhundert
- Sottorf, Hans (1888–1941), preußischer Offizier
- Sosabowski, Stanislaw (1892–1967), polnischer Fallschirmjägergeneral im Zweiten Weltkrieg, Kommandeur der 1. Polnischen Luftlandebrigade bei der Operation Market Garden
- Soubise, Benjamin de Rohan, seigneur de (1583–1642), französischer Hugenottenführer
- Soubise, Charles de Rohan, prince de (1715–1787), französischer General und Staatsmann, Marschall von Frankreich
- Souches, Louis Rattuit de (1608–1682), kaiserlicher Feldmarschall
- Soukal, Karl-Heinz (* 1940), deutscher Brigadegeneral
- Soult, Nicolas-Jean de Dieu (1769–1851), napoleonischer General, Marschall von Frankreich, Kriegsminister

## Sp
- Alexander von Spaen (1619–1692), brandenburgischer Feldmarschall.
- Sparr, Otto Christoph von (1599–1668), brandenburgischer Generalfeldmarschall.
- Spee, Maximilian Graf von (1861–1914), Admiral, Befehlshaber des deutschen Ostasiengeschwaders, gefallen.
- Speidel, Hans (1897–1984), General, Rommels Generalstabschef im Zweiten Weltkrieg, später in Bundeswehr und NATO.
- Speidel, Hans Helmut (* 1938), deutscher Brigadegeneral des Heeres der Bundeswehr, Sohn von General Hans Speidel
- Spengel, Joseph Franz von (1784–1851), königlich bayerischer Generalmajor.
- Sperrle, Hugo (1885–1953), deutscher Generalfeldmarschall im Zweiten Weltkrieg; Oberbefehlshaber der Luftflotte 3.
- Sperry, Charles Stillman (1847–1911), US-amerikanischer Admiral; führte 1907–1909 die Große Weiße Flotte um die Welt.
- Spiering, Joachim (1940–2023), deutscher General der Bundeswehr; Oberbefehlshaber der Alliierten Streitkräfte Mitteleuropa der NATO
- Spinola, Ambrosio (1569–1630), spanischer Heerführer im Dreißigjährigen Krieg.
- Spínola, António de (1910–1996), portugiesischer General und Politiker.
- Spahn, Siegfried (* 1940), deutscher Generalarzt.
- Sponeck, Hans Graf von (1888–1944), deutscher General im Zweiten Weltkrieg, im Zusammenhang mit dem 20. Juli 1944 in der Haft ermordet.
- Sponeck, Theodor von (1896–1982), General der Wehrmacht; Kommandeur der 90. leichten Panzer-Division und Panzergrenadier-Division.
- Sporck, Johann von (1601–1679), österreichischer General.
- Spörcken, Friedrich von (1698–1776), braunschweigischer Feldmarschall.
- Spruance, Raymond A. (1886–1969), US-Admiral im Pazifikkrieg, Schlacht um Midway.

## St
- Stack, Lee Oliver Fitzmaurice (1868–1924); britischer Generalmajor und Sirdar der ägyptischen Armee
- Stahlschmidt, Hans-Arnold (1920–1942); hochdekorierter deutscher Kampfpilot im Zweiten Weltkrieg; vermisst seit 7. September 1942 bei El Alamein/Ägypten.
- Stapf, Otto (1890–1963), deutscher General; Chef des Wirtschaftsstabs Ost
- Starck, Friedrich von (1790–1864), kurhessischer Generalmajor und Mitglied der kurhessischen Ständeversammlung
- Starhemberg, Ernst Rüdiger (1899–1956), österreichischer Politiker und Heimwehrführer, Exponent des Austrofaschismus
- Starhemberg, Ernst Rüdiger von (1638–1701), Verteidiger Wiens bei der Zweiten Türkenbelagerung 1683
- Starhemberg, Guido Graf (1657–1737), österreichischer Feldmarschall im Spanischen Erbfolgekrieg
- Stark, John (1728–1822), amerikanischer General während des Unabhängigkeitskrieges
- Stauffenberg, Berthold Schenk Graf von (1905–1944), deutscher Jurist, Marinerichter und Widerständler; hingerichtet
- Stauffenberg, Berthold Maria Schenk Graf von (* 1934), Bundeswehrgeneral a. D.
- Stauffenberg, Claus Schenk Graf von (1907–1944), Oberst, Offizier und Hitlerattentäter, standrechtlich erschossen
- Stavridis, James G. (* 1955), US-amerikanischer Admiral, Kommandeur des US Southern Command
- St. Clair, Arthur (1736–1818), neunter Präsident des Kontinentalkongress; General in der Kontinentalarmee während des Amerikanischen Unabhängigkeitskrieges; Gebietsgouverneur von Ohio
- Steinle, Götz (1944–2019), deutscher Brigadegeneral
- Stephan, Alfred (1884–1924), preußischer Oberleutnant, Jurist und Politiker
- Štefka, Pavel (* 1954), tschechischer Viersternegeneral
- Steinau, Adam Heinrich Graf von († 1712), sächsisch-polnischer Feldmarschall
- Steiner, Felix (1896–1966), General der Waffen-SS, Armeekommandeur im Zweiten Weltkrieg
- Steinmetz, Karl Friedrich Franciscus von (1768–1837), preußischer Generalleutnant und Kartograf
- Steinmetz, Karl Friedrich von (1796–1877), preußischer Generalfeldmarschall, Armeekommandeur im Deutsch-Französischen Krieg
- Stephanus, Konrad (1907–1987), deutscher Brigadegeneral des Heeres der Bundeswehr
- Stern, Manfred (1896–1954), militärischer Befehlshaber der XI. Internationalen Brigade im Spanischen Bürgerkrieg
- Steuben, Friedrich Wilhelm von (1730–1794), deutsch-amerikanischer General im Unabhängigkeitskrieg
- Stewart, Herbert (1843–1885), britischer Generalmajor im Mahdi-Aufstand
- Stewart, James M. (1908–1997), US-amerikanischer Filmschauspieler und Luftwaffengeneral; Pilot und Generalstabsoffizier während des Zweiten Weltkrieges; Oscarpreisträger
- Stieff, Helmuth (1901–1944), Generalmajor der Wehrmacht; Chef der Organisationsgruppe der Abwehr; Widerstandskämpfer; hingerichtet
- Stilicho (um 365–408), römischer Heerführer und Politiker
- Stilwell, Joseph Warren, gen. „Vinegar Joe“, (1883–1946), amerikanischer General im Zweiten Weltkrieg
- Stirling, Sir David (1915–1990), britischer Offizier schottischer Abstammung; Gründer des Special Air Service (SAS)
- Stirling, Sir James (1791–1865), britischer Marineoffizier und Kolonialverwalter; erster Gouverneur Westaustraliens
- St. Leger, Barry (oft auch St. Ledger) (1737–1789), britischer General während der Franzosen- und Indianerkriege und während des Amerikanischen Unabhängigkeitskrieges
- Stockdale, James (1923–2005), US-amerikanischer Admiral; war der ranghöchste Marineoffizier, der während des Vietnamkrieges in Gefangenschaft geriet
- Stockum, Willem Jacob van (1910–1944), niederländischer Mathematiklehrer und Bomberpilot bei der kanadischen Luftwaffe im Zweiten Weltkrieg
- Stoddart, Charles (1806–1842), britischer Oberstleutnant und Diplomat
- Stoffel, Christoph Anton Jakob von, Baron von Arbon (1780–1842), Schweizer Oberst; erster Kommandeur der 1831 gegründeten französischen Fremdenlegion
- Stolberg-Roßla, Jost Christian zu (1722–1749), russischer und preußischer Offizier
- Storkmann, Klaus (* 1976),  deutscher Oberstleutnant und Historiker
- Stosch, Albrecht von (1818–1896), General der Infanterie, Admiral; erster Chef der deutschen Admiralität
- Strachwitz, Hyazinth Graf (1893–1968), deutscher General und Panzerkommandeur im Zweiten Weltkrieg
- Straden, Hans (1912–2001), deutscher Brigadegeneral
- Strategopulos, Alexios Melissenos (13. Jahrhundert), byzantinischer Feldherr
- Stricker, Hans-Joachim (* 1948), Vizeadmiral der Deutschen Marine; Befehlshaber der Flotte
- Stroessner, Alfredo (1912–2006), General, Präsident und Diktator Paraguays
- Stuart, Sir Charles, K.B., (1753–1801), britischer Oberst
- Stuart, Sir John, G.C.B., Graf von Maida, (1759–1815), britischer Generalleutnant
- Stuart, Jeb (1833–1864), Kavalleriegeneral der Konföderation im Amerikanischen Bürgerkrieg; gefallen in der Schlacht an der Yellow Tavern
- Student, Kurt (1890–1978), Generaloberst, Oberbefehlshaber der 1. Fallschirmarmee
- Stülpnagel, Carl-Heinrich von (1886–1944), deutscher General und Widerstandskämpfer; Militärbefehlshaber in Frankreich; hingerichtet
- Stülpnagel, Otto von (1878–1948), General der Infanterie, Militärbefehlshaber von Frankreich
- Stumpff, Hans-Jürgen (1889–1968), deutscher Luftwaffengeneral im Zweiten Weltkrieg; Generaloberst; Luftflottenkommandeur; Mitunterzeichner der Kapitulationsurkunde in Karlshorst
- Stumpff, Horst (1887–1958), deutscher Panzergeneral im Zweiten Weltkrieg; Inspekteur der Panzertruppen des Ersatzheeres, Bruder des vorigen
- Sturdee, Frederik Doveton (1859–1925), britischer Vizeadmiral, Kommandant eines Flottenverbandes während des Ersten Weltkrieges
- Stålhandske, Torsten (1594–1644), schwedischer Reitergeneral im Dreißigjährigen Krieg

## Su
- Suchet, Louis Gabriel (1770–1826), Herzog von Albufera, napoleonischer General und Marschall
- Suchomlinow, Wladimir Alexandrowitsch (1848–1926), russischer General der Kavallerie und Kriegsminister im Ersten Weltkrieg
- Suckow, Albert von (1828–1893), württembergischer General der Infanterie und Kriegsminister
- Sucre, Antonio José de (1795–1830), südamerikanischer General und Freiheitskämpfer
- Suleiman Pascha (1840–1892), türkischer General
- Sully, Maximilien de Béthune, duc de (1559–1641), französischer Marschall und Staatsmann
- Sulz, Karl Ludwig zu (1560–1616), kaiserlicher Feldzeugmeister und Hofkriegsratspräsident
- Sumter, Thomas (1734–1832), amerikanischer General und Kongressabgeordneter; letzter überlebender General des Unabhängigkeitskrieges
- Sunay, Cevdet (1899–1982), türkischer General und Staatspräsident
- Sun Bin (um 300 v. Chr.), chinesischer Militärstratege und -schriftsteller; Schöpfer des zweiten der 36 Strategeme
- Sunzi (* um 500 v. Chr.), chinesischer General und Militärstratege
- Suworow, Alexander Wassiljewitsch (1730–1800), russischer Feldmarschall und Generalissimus

## Sv
- Svoboda, Ludvík (1895–1979), tschechoslowakischer General und Staatspräsident

## Sw
- Sweeney, Charles (1919–2004), Generalmajor, US-amerikanischer Pilot
- Swift, Charles (* 1962), US-amerikanischer Marineoffizier und Militärjurist
- Swjatopolk-Mirski, Pjotr Dmitrijewitsch (1857–1914), russischer General der Kavallerie, Innenminister

## Sy
- Sydow, Baltzer Friedrich von (1652–1733), preußischer Generalleutnant und Kommandant der Festung Küstrin
- Sydow, Egidius Ehrentreich von (1669–1749), preußischer General der Infanterie
- Sydow, Emil von (1812–1873), deutscher Offizier und Kartograph
- Sydow, Friedrich von (1780–1845), preußischer Offizier und Schriftsteller
- Sydow, Gustav Adolph von (1715–1772), preußischer Generalmajor
- Sydow, Hans Joachim Friedrich von (1762–1823), preußischer Generalleutnant
- Sykes, George (1822–1880), General im Amerikanischen Bürgerkrieg
- Symons, Sir William Penn KCB (1843–1899), britischer General der Kolonialkriege; gefallen bei Talana Hill (Zweiter Burenkrieg)

## Sz
- Sztójay, Döme (1883–1946), ungarischer General und Politiker